# Varpasaari (ö i Södra Karelen, Imatra, lat 61,52, long 29,22)
Varpasaari är en ö i Finland. Den ligger i sjön Loituma och i kommunen Ruokolax i den ekonomiska regionen  Imatra ekonomiska region  och landskapet Södra Karelen, i den sydöstra delen av landet, 270 km nordost om huvudstaden Helsingfors. Öns area är 3,8 hektar och dess största längd är 370 meter i sydöst-nordvästlig riktning.